# شهروند کامل
شهروند کامل (به انگلیسی: Perfect Citizen) برنامه آژانس امنیت ملی ایالات متحده آمریکا برای ارزیابی آسیب‌پذیری زیرساخت‌های بحرانی است. گفته می‌شود که شهروند آرمانی، در اصل، برنامه‌ای برای توسعه سامانه‌ای از حسگرها برای شناسایی حمله‌های سایبری به شبکه‌های رایانه‌ای زیرساخت‌های بحرانی در هر دو بخش دولتی و خصوصی بود که با یک سامانه نظارت شبکه‌ای به نام "اینشتین" انجام می‌شد. بودجه این برنامه را سازمان ابتکار عمل جامع امنیت سایبری ملی تامین می‌کند. بدین‌ترتیب شرکت رایتئون تکنولوجیز برای انجام گام نخست برنامه، قراردادی تا ۱۰۰ میلیون دلار آمریکا بسته است.
گفته می‌شود که شهروند کامل، در اصل، برنامه‌ای برای نظارت، خنثی‌سازی، و ضدحمله سایبری به سازمان‌های دولتی و شرکت‌های خصوصی فعال در بخش‌های بحرانی آمریکا در صنایع دفاعی، نیروگاه برق، ترابری، و شرکت‌های اصلی فناوری اطلاعات است. شهروند کامل، جانشین برنامه نظارتی پیشین به نام "توت‌فرنگی آوریلی" (به انگلیسی: April Strawberry) است.
پروژه شهروند کامل، هنوز در مراحل نخستین است "اما گفته می‌شود مقام‌های آژانس امنیت ملی با مدیران اجرایی سازمان‌ها و شرکت‌های مرتبط، دیدار کرده و مودبانه از آنها خواسته‌اند تا با برنامه نظارتی، همکاری کنند". اگرچه این همکاری، هنوز داوطلبانه است اما حکومت فدرال ایالات متحده آمریکا به مشارکت‌کنندگان، مشوق‌هایی مانند قراردادهای اضافی می‌دهد.

## جنجال
منتقدان شهروند کامل، آنرا نمونه‌ای برادر بزرگ می‌دانند. شهروند کامل، نگرانی‌هایی را درباره حریم شخصی و دخالت حکومت در بخش خصوصی، برانگیخته است.